# Bjørnsletta Station (1942-2006)
|  | Ikke af forveksle med den nuværende Bjørnsletta Station. |
Bjørnsletta Station (Bjørnsletta stasjon) var en metrostation, der lå mellem Lysakerelven og Åsjordet på Kolsåsbanen på T-banen i Oslo. 
Stationen åbnede 15. juni 1942. Oprindeligt hed den kun Sletta, men ministeriet ville ikke godkende det anonyme navn og forlangte en mere specifik stedsangivelse. En af naboerne kunne fortælle, at der var observeret bjørn i området i 1852, og dermed var navnet Bjørnsletta født. Stationen var som den eneste sammen med Frøen kun tilgængelig via trapper.
Da Kolsåsbanen skulle opgraderes til metrostandard, blev stationen nedlagt 1. juli 2006. I stedet blev den erstattet af en ny Bjørnsletta Station nogle hundrede meter længere mod vest. Den nye station erstattede samtidig Lysakerelven.
59°55′38″N 10°38′25″Ø / 59.927109°N 10.640259°Ø